# Microserphites
Microserphites is een geslacht van vliesvleugeligen uit de familie Serphitidae. De wetenschappelijke naam van dit geslacht is voor het eerst geldig gepubliceerd in 1979 door Kozlov & Rasnitsyn.

## Soorten
Het geslacht Microserphites omvat de volgende soorten:
- Microserphites parvulus Kozlov & Rasnitsyn, 1979
- Microserphites soplaensis Ortega-Blanco, Delclòs, Peñalver & Engel, 2012